# Resolutie 549 Veiligheidsraad Verenigde Naties
Resolutie 549 van de Veiligheidsraad van de Verenigde Naties werd op 19 april 1984 aangenomen. Dertien leden van de Veiligheidsraad
stemden voor de resolutie en geen enkel lid stemde tegen. Twee leden, Oekraïne en de Sovjet-Unie, onthielden zich. De resolutie verlengde de UNIFIL-vredesmacht in Zuidelijk Libanon met een half jaar.

## Achtergrond
Na de Israëlische inval in Zuidelijk Libanon in 1978, stationeerden de Verenigde Naties de tijdelijke VN-macht UNIFIL in de streek. Die moest er de vrede handhaven totdat de Libanese overheid haar gezag opnieuw kon doen gelden.                                                                                                                                   
In 1982 viel Israël Libanon opnieuw binnen voor een oorlog met de Palestijnse PLO en het ook aanwezige Syrië. De PLO verliet Libanon en in 1985 trok Israël zich terug in Zuidelijk Libanon. Pas in 2000 zou het zich volledig terugtrekken.

## Inhoud
De Veiligheidsraad:
- Herinnert aan de resoluties 425, 426, 501, 508, 509 en 520.
- Heeft het rapport van secretaris-generaal Javier Pérez de Cuéllar over de VN-macht in Libanon bestudeerd.
- Neemt akte van de brief van Libanon.
- Antwoord op de vraag van Libanon.

1. Besluit het mandaat van UNIFIL met een verdere tijdelijke periode van zes maanden te verlengen, tot 19 oktober 1984.
2. Herhaalt zijn steun voor de territoriale integriteit, soevereiniteit en onafhankelijkheid van Libanon.
3. Benadrukt de voorwaarden van de macht en roept alle betrokken partijen op om samen te werken met de macht, zodat deze haar mandaat volledig kan uitvoeren.
4. Herhaalt dat de macht haar mandaat volledig moet uitvoeren.
5. Vraagt de secretaris-generaal de consultaties met de Libanese overheid en andere partijen over de uitvoering van deze resolutie voort te zetten en hierover te rapporteren.

Lijst ·  546 ·  547 ·  548 ·  549 ·  550 ·  551 ·  552 ·  553 ·  554 ·  555 ·  556 ·  557 ·  558 ·  559